# К Лицинию Кальву, на смерть его жены
«К Лици́нию Ка́льву, на смерть его́ жены́» — условное название стихотворения римского поэта Гая Валерия Катулла, включённого в состав посмертного сборника («Книги Катулла Веронского») под номером 96. Автор здесь обращается к своему другу Гаю Лицинию Кальву, потерявшему жену Квинтилию, и утешает его тем, что покойная наверняка рада, видя любовь мужа.
Сохранились фрагменты стихов самого Кальва, написанных после смерти Квинтилии в 54 или 53 году до н. э. (по-видимому, на них Катулл и откликнулся). В них содержится тот же мотив загробной радости.